# غرينوالد
غرينوالد (بالإنجليزية: Greenwald, Minnesota)‏ هي مدينة تقع في ولاية مينيسوتا في الولايات المتحدة. تبلغ مساحة هذه المدينة 1.86 (كم²)، وترتفع عن سطح البحر 387 م، بلغ عدد سكانها 222 نسمة في عام 2010 حسب إحصاء مكتب تعداد الولايات المتحدة.

## التركيبة السكانية
قام مكتب تعداد الولايات المتحدة بتحديد بيانات التركيبة السكانية لغرينوالدفي تعداد الولايات المتحدة. في ما يلي، التركيبة السكانية حسب تعدادي 2000 و2010.

### تعداد عام 2000
بلغ عدد سكان غرينفيل 13,294 نسمة بحسب تعداد عام 2000، وبلغ عدد الأسر 5,649 أسرة وعدد العائلات 3,462 عائلة مقيمة في المدينة. في حين سجلت الكثافة السكانية 2,206.4 نسمة لكل ميل مربع (851.9/كم2). وبلغ عدد الوحدات السكنية 6,030 وحدة بمتوسط كثافة قدره 1,000.8 نسمة لكل ميل مربع (386.4/كم2).
وتوزع التركيب العرقي للمدينة بنسبة 97.31% من البيض و 0.17% من الأمريكيين الأصليين و 0.53% من الأمريكيين ذوي الأصول الآسيوية و 0.02% من سكان جزر المحيط الهادئ و 0.56% من الأمريكيين الأفارقة و 0.97% من عرقين مختلطين أو أكثر.
```
وبلغت نسبة 
الأزواج
 القاطنين مع بعضهم البعض 46.5% من أصل المجموع الكلي للأسر، ونسبة 11.0% من الأسر كان لديها معيلات من الإناث دون وجود شريك، وكانت نسبة 38.7% من غير العائلات.
```

بلغ العمر الوسطي للسكان 40 عاماً. وكانت نسبة 22.7% من القاطنين تحت سن الثامنة عشر، وكانت نسبة 8.3% بين الثامنة عشر والأربعة وعشرون عاماً، ونسبة 25.4% كانت واقعةً في الفئة العمرية ما بين الخامسة والعشرون حتى والأربعة وأربعون عاماً، ونسبة 20.9% كانت ما بين الخامسة والأربعون حتى الرابعة والستون، ونسبة 22.7% كانت ضمن فئة الخامسة والستون عاماً فما فوق. يوجد لكل 100 أنثى 84.1 ذكر، ويوجد لكل 100 أنثى في الثامنة عشر من عمرها فما فوق 78.6 ذكر.
بلغ متوسط دخل الأسرة في المدينة 31,791 دولار، أما متوسط دخل العائلة فبلغ 38,699 دولار. وكان متوسط دخل الذكور 33,143 دولار مقابل 24,875 دولار للإناث. وسجل دخل الفرد الخاص بالمدينة 18,830 دولار. وكانت نسبة 10.2% من العائلات ونسبة 13.4% من السكان تحت خط الفقر، وكان من هؤلاء نسبة 18.8% تحت سن الثامنة عشر ونسبة 14.6% في الخامسة والستين من العمر وما فوق.

### تعداد عام 2010
بلغ عدد سكان غرينفيل 13,227 نسمة بحسب تعداد عام 2010، وبلغ عدد الأسر 5,933 أسرة وعدد العائلات 3,430 عائلة مقيمة في المدينة. في حين سجلت الكثافة السكانية 2,004.1 نسمة لكل ميل مربع (773.8/كم2). وبلغ عدد الوحدات السكنية 6,536 وحدة بمتوسط كثافة قدره 990.3 لكل ميل مربع (382.4/كم2).
وتوزع التركيب العرقي للمدينة بنسبة 96.7% من البيض و 0.2% من الأمريكيين الأصليين و 0.7% من الأمريكيين ذوي الأصول الآسيوية و 0.9% من الأمريكيين الأفارقة و 1.1% من عرقين مختلطين أو أكثر.
بلغ عدد الأسر 5,933 أسرة كانت نسبة 26.3% منها لديها أطفال تحت سن الثامنة عشر تعيش معهم، وبلغت نسبة الأزواج القاطنين مع بعضهم البعض 41.2% من أصل المجموع الكلي للأسر، ونسبة 12.0% من الأسر كان لديها معيلات من الإناث دون وجود شريك، بينما كانت نسبة 4.7% من الأسر لديها معيلون من الذكور دون وجود شريكة وكانت نسبة 42.2% من غير العائلات.
بلغ العمر الوسطي للسكان 43.4 عاماً. وكانت نسبة 21.5% من القاطنين تحت سن الثامنة عشر، وكانت نسبة 8.4% بين الثامنة عشر والأربعة وعشرون عاماً، ونسبة 21.8% كانت واقعةً في الفئة العمرية ما بين الخامسة والعشرون حتى والأربعة وأربعون عاماً، ونسبة 25.6% كانت ما بين الخامسة والأربعون حتى الرابعة والستون، ونسبة 22.5% كانت ضمن فئة الخامسة والستون عاماً فما فوق. وتوزع التركيب الجنسي للسكان بنسبة 46.0% ذكور و54.0% إناث.

## وصلات خارجية
- The US50 - Cities and Towns in Minnesota State